# 涅琉斯
涅琉斯（英語：Neleus）。是古希腊神话人物之一。他是波塞冬與堤洛之子，在與兄長珀利阿斯爭奪王位失敗後被放逐到麦西尼亚，并成为皮洛斯國王。後來因拒絕赫拉克勒斯贖罪的要求而被殺，留下一個兒子涅斯托爾。